# Jan Kostwinder
Jan Kostwinder, schrijversnaam van Jan de Vries (Oude Pekela, 8 juni 1960 – Amsterdam, 27 augustus 2001), was een Nederlands schrijver en dichter.

## Leven
Als Jan Kostwinder twee jaar oud is, overlijdt zijn vader. Zijn moeder hertrouwt en het gezin verhuist eind 1964 naar Amsterdam-Noord. Na zijn middelbare school gaat Kostwinder in 1980 Nederlandse taal- en letterkunde studeren aan de Universiteit van Amsterdam. In 1989 studeert hij cum laude af op de poëzie van Wilfred Smit, waarna hij les gaat geven aan het Atlantic College in Llantwit Major in Wales (waar zijn twee zoons worden geboren) en de Europese School in Mol. Na persoonlijke problemen krijgt hij aan het einde van de jaren negentig een psychose en belandt hij voor korte tijd in een psychiatrische kliniek. In de zomer van 2001 overlijdt hij in Amsterdam aan een hartstilstand.

## Werk
Tijdens zijn studie Nederlands richt Kostwinder samen met Marisa Groen, Stef van Dijk en Rogi Wieg het tijdschrift Adem op, dat van 1986 tot 1990 zal bestaan. Hierin publiceert hij verhalen, gedichten en essays. In 1988 debuteert hij met de poëziebundel Binnensmonds, in 1994 gevolgd door Een kussen van hout. Na Een man alleen: de zelfmoord van Cesare Pavese uit 1996 (samen met Hein Aalders) verschijnt in 1997 de verhalenbundel Regenhond, zijn prozadebuut. De sterk autobiografische briefroman Brieven aan Willem-Alexander uit 1999 is zijn laatste boek. Kort na zijn overlijden bezorgen Chrétien Breukers en Hein Aalders Alles is er nog. Verzamelde gedichten (2003). In 2012 stelt Nico Keuning de Het bezinksel van de waarheid samen, een verzameling polemieken, portretten en brieven. In 2025 verschijnt de brievenbundel Ben ik duidelijk? Hebben wij nog contact?, bezorgd door Chrétien Breukers en Jack van der Weide.
- Digitale Bibliotheek voor de Nederlandse Letteren: kost010
- Gemeinsame Normdatei: 17316823X
- International Standard Name Identifier: 0000 0000 3952 9324
- Library of Congress Control Number: nb99175806
- Nederlandse Thesaurus van Auteursnamen: 074231561
- Virtual International Authority File: 75816466
- WorldCat: E39PBJfMhyCtHJJCcJ76fq7j4q